# قناری سرسیاه
قناری سرسیاه (نام علمی: Serinus alario) نام یک گونه از سرده سهره دمگاه‌زرد است.